# 小梅子日記
哈囉小梅子（韓語：안녕 자두야；英语：Hello Jadoo）是韓國SBS電視台製作的電視動畫，內容改編自宜宾根據自己的回憶所創作、於1997年9月起發表於《每月聚会》雜誌上的同名漫畫。故事背景為1978至1980年，場景定於首爾黑石洞，敘述小梅子一家人，還有跟朋友同學的溫馨趣味故事，劇情改編自韓國超人氣動漫的家庭動畫情景喜劇。
除韓國之外，本節目也在臺灣、香港、日本等地播出。

## 角色介紹

### 小梅子一家
崔梅子/崔小梅（최자두、Jadoo Choi）配音員:余敏靜(韓國);黃珽筠 (臺灣電視版) →錢欣郁(臺灣劇場版);陳頴琪(香港第一季)、楊婉潼(香港第二、三季)
暱稱小梅子，本作的主角，10歲，鶴山國小三年級一班生。家裡的長女，個性鬼靈精怪，好打抱不平，是同學中的大姐大。不過她也有身爲小女孩的活潑可愛性格。留著一頭黑色長髮，平常都是綁成兩支麻花圈，並且用紅色的髮飾固定住。頭頂有一根細細的髮毛。她的朋友很多，他們很喜歡成群結隊地呼嘯來去，讓個性有些像男孩的小梅子使喚，做一些調皮搗蛋的事情而被媽媽責罵。她代表每個人心中想做一些離經叛道事情的小惡魔，但卻又善良博愛樂於助人。可愛的小梅子在家中也是家裡的靈魂，主宰了這個平凡五口之家的喜怒哀樂，讓觀眾們心酸又爆笑。小梅子的運氣非常好，時常歪打正著獲得許多好機會，最後總是因為顧及普通觀眾的感受，以搞笑的方式草草結尾。
崔美美（최미미、Mimi Choi）配音員:鄭宥美(韓國);雷碧文(臺灣)
小梅子的妹妹，8歲，鹤山国小一年级一班生。天天向媽媽告狀小梅子的調皮搗蛋行為，害小梅子被罵，是令小梅子咬牙切齒的手足。不過她也是一個凸顯小梅子善良個性的角色，小梅子還是很保護弟妹，有責任感的姊姊，也受到弟妹的崇拜。她才能讓小梅子展現出有情有義的一面，是一個會察言觀色，揣摩大人心思的超齡小孩。
崔勝基（宝宝）（최승기、Seunggi Choi）配音員:김현지(韓國);劉凱寧(臺灣)
小梅子的弟弟，5歲，幼儿园的学生。可愛又讓人產生保護慾，常常讓小梅子疲於奔命照顧他，在韓國家庭中，老么又是唯一的兒子定是受盡寵愛與保護，藉此對照出小梅子的獨立自主與堅強不受性別角色限制。弟弟反映出的男女差異常常令人心酸又心疼小梅子，本該是笑點卻令觀眾難以認同，因為連小梅子也逆來順受。
崔浩東（최호돌、Hodol Choi）配音員:최준영(韓國);黃天佑(臺灣);蔡忠衛(香港)
小梅子的爸爸，40歲。公司職員，愛跟朋友喝兩杯酒，又很怕小梅子的媽媽，是個愛家有責任感的爸爸。個性溫吞，對小孩非常寵愛。年輕時曾為了獲得未來岳父的認同，裝作擅長喝酒並偷在暗巷嘔吐，如今卻成為了常躺在客廳喝酒的酒鬼。爸爸是典型的韓國賣命上班族，原本可以早回家，卻喜歡和同事在外面喝兩杯。雖然這麼辛苦，還是僅能供一家溫飽，但他仍然努力帶給家人精緻的享受。
金蘭香（김난향、Nanhyang Kim）配音員:梁靜花(韓國);李明幸(臺灣);鄧潔麗(香港第一季)、陳凱婷(香港第二、三季)
小梅子的媽媽，39歲。家庭主婦，是個如母老虎般在家發號施令的暴君，其實很愛孩子，但總是用嘮叨責罵的方式表現，具有傳統媽媽的特質，以家人為生活的重心，是全家人穩定的力量，和愛的來源。年輕時是家鄉的美人，曾和村長兒子有過曖昧，後來和積極追求的浩東走入婚姻。媽媽對小梅子期望很高，儘管學業成績不佳，媽媽卻堅信小梅子會有出息，實際上知女莫若母，相信就能帶給孩子莫大的力量。當時的韓國社會，能夠上班的女性很少，媽媽們總是把一生中最寶貴的青春貢獻給家人，卻甘之如飴。
小鍋巴（누룽지、Nurungji）配音員:정혜옥(韓國)
牠是一隻通曉人性的貓，時常扮演管制小梅子的衝動的角色。牠也常扮演帶領觀眾反應的角色，幫助觀眾融入劇情並產生適當反應。牠是小梅子爸爸撿回來的貓，曾經一度被原來的主人找回，而讓小梅子痛心不已，但還好最後化險為夷。小梅子總是帶著牠上山下海到處遊玩，因此知道最多小梅子的糗事和秘密。

### 小梅子的同學和老師
金敏智（김민지、Minji Kim）配音員:정혜옥(韓國);劉凱寧(臺灣);陳頴琪(香港第二、三季)
小梅子的同班同學，也是小梅子最好的朋友，善解人意的敏智是每個人都需要的好朋友典型。她常扮演提醒小梅子社會規範的角色，是小梅子的反面性特質，乖巧懂事守規矩，是小梅子與其他人的潤滑劑。這樣的敏智其實以前因為奇特的喜好被當成怪孩子，暱稱為小禪，被小梅子的率真而感動，才變成現在的敏智。敏智的夢想是成為科學家，從小學業成績好卻不驕傲，是大人眼中的理想子女形象。從她和小梅子的互動可以看出理想與現實的差距，但小梅子從未因被比較而產生壓力。
李允錫（이윤석、Yunseok Lee）配音員:김영은(韓國);雷碧文(臺灣)
小梅子的同班同學兼班長，是一個典型的小學男生角色，外表英俊帥氣，喜愛並擅長運動，性格卻調皮搗蛋。常和外向的小梅子鬥嘴，也常捉弄小梅子，但偶爾會忍耐因小梅子而遭受的處罰和破壞性後果。受大部分女同學歡迎，唯獨喜歡小梅子，常透過欺負小梅子以獲得她的注意。他的生活總是充滿積極的特質，和家人的關係很親密，是個充滿陽光的角色。在不同世界線中，多次以王子的身分出場。
張成勳（장성훈、Seonghun Chang）配音員:정혜원(韓國)
小梅子的同班同學，轉學生，暗戀小梅子。最初態度冷淡且疏遠，卻喜歡同桌性格開朗的小梅子，並將小梅子隨手撿給他的蝸牛作為寵物養在房間裡陪伴自己，也因此個性變得溫柔大方。是個白馬王子外型與性格的男孩，家境富裕且家教良好。
金善多（多多）（김선돌、Seondul Kim）配音員:정유미(韓國);李明幸(臺灣);羅婉楓(香港)
小梅子的同班同學，同時也是敵人。他塊頭壯碩，算是在體能上可以和小梅子抗衡。他不時和小梅子對抗又合作，算是個頗有主見的角色。他雖然也會調皮搗蛋，但是比較會顧慮後果，跟衝動的小梅子不同，原型是作者本人的丈夫。
李恩熙（이은희、Eunhee Lee）配音員:김새해(韓國);李明幸(臺灣);陳雪瑩(香港第一季)、廖欣怡(香港第二、三季)
小梅子的同班同學，是一個患有自戀公主病的女性化角色，喜歡用撒嬌達到目的，很讓周圍的同學受不了，是跟爽朗男性化的小梅子對比的角色，她还有一个叫东熙的妹妹与梅子的妹妹同班。恩熙其實並不帶有惡意，只是比較幼稚和自我中心，所以幾乎傷害不了別人，卻常製造笑點在自己身上，讓自己變得很尷尬。恩熙的個性照理說應該是小梅子的死對頭，但小梅子卻不討厭他，兩人的對話雖然雞同鴨講，卻也溫馨逗趣。
尹順奇（草莓）（음딸기、Ttalgi Yin）配音員:김보영(韓國);雷碧文(臺灣)
小梅子的同班同學，個性羞赧，人緣很好，戴着眼镜，因為家裡開麵包店的關係，很受同學歡迎。他對於接受別人的好意感到很有負擔，是樸實的上一輩人個性代表。他時常對性格開朗外向的小梅子投以羨慕與崇拜的目光，是一個班上總會有的人人都好型的同學。
李美子（이미자、Mija Lee）配音員:김보영(韓國);雷碧文(臺灣)
小梅子的老師，她是一個個性溫和又有耐心的老師，她對小梅子的調皮搗蛋和迷糊闖禍非常包容，可以說是每人心中理想的老師形象。老師常會鼓勵她要好好學習，雖然小梅子看似迷糊，其實卻相當聰明反應快，也很有領導能力，老師是明確瞭解小梅子潛力的人，常在劇情中幫小梅子平反，扮演提醒觀眾的角色。
金煥（김환、Hwan Kim）配音員:홍범기(韓國)
小梅子的舅舅。他是小梅子母親金蘭香的弟弟。雖然較少被提及，年輕時是一名普通的高中生，但在某個時候，他愛上了搖滾，並懷著成為搖滾歌手的夢想留起了頭髮。過去和現在的差距是巨大的。正因為如此，小梅子感到非常驚訝。

## 集數標題

### 第一季
1. 내 이름은 최자두 我叫崔梅子
2. 엄마 VS 아빠 爸爸v.s.媽媽
3. 자두가 좋아 我喜歡小梅子
4. 내가 도둑이라고? 我是小偷？
5. 우리 딸이 최고 女兒最棒
6. 엄마의 사과 媽媽的道歉
7. 좋으면 좋다고 말해 喜歡就說喜歡
8. 나의 프라이버시를 지켜 줘 請尊重我的隱私
9. 자매 전쟁 姐妹的戰爭
10. 엄마 없는 하늘 아래 沒有媽媽的天下
11. 자두 할머니댁에 가다 小梅子去外婆家
12. 나와 함께 춤을 跟我一起跳舞
13. 자두와 병아리 小梅子與小雞
14. 엄마와 자두의 한판승 小梅子與媽媽的對決
15. 천국 노래자랑 天國歌唱大賽
16. 내 친구 매미 我的朋友小蟬
17. 아빠 사고 치다 爸爸闖禍
18. 남들 다하는 과외 大家都補課
19. 공포특집 恐怖特輯
20. 착해지긴 힘들어 從善不易
21. 예뻐지고 싶어 我想變漂亮
22. 자두 춘향이가 된 사연 小梅子變春香
23. 게임 중독 遊戲中毒
24. 엄마의 빈자리 媽媽不在家
25. 발렌타인 초콜릿은 누구에게 情人節的巧克力要送給誰呢
26. 나도 오빠가 있었으면 좋겠다 真希望我也有哥哥
27. 골드레인저 黃金戰士
28. 삼각관계 三角關係
29. 그런 슬픈 눈으로 보지 말아요 別用悲觀的眼神看著我
30. 할머니는 무서워 奶奶真可怕
31. 미미의 봄 美美的春天
32. 골드레인저 자두 黃金戰士小梅子
33. 성탄절 연극 소동 聖誕話劇暴動
34. 예삐를 찾아라 快去找小可愛
35. 선생님 돌아오세요 老師快回來
36. 기묘한 이야기 神秘的故事
37. 최고의 선물 最好的禮物
38. 더러운 거 싫어 討厭髒東西
39. 엄마 안녕 媽媽再見

### 第二季
1. 심봤다 找到了
2. 나는야 패셔니스타 我是時尚達人
3. 가을 운동회 秋季運動會
4. 자두 춘향전 小梅子春香傳
5. 불우이웃을 도웁시다 幫助他人
6. 고물우산의 노래 舊雨傘之歌
7. 넌 내게 반했어 你為我著迷
8. 잘못된 만남 糟糕的見面
9. 현금 동자 零用錢
10. 놀리지 말란 말이야 別開玩笑
11. 안녕 두두 你好 豆豆
12. 누룽지
13. 비극의 가을소풍 悲劇之秋遊
14. 우리가 바라는 아빠 我們想要的爸爸
15. 5월은 파랗다 憂鬱的五月
16. 봤다 안봤다 看見了 沒看見
17. 엄마는 외계인 媽媽是外星人
18. 내 우정의 방해자 破壞我們友情的人
19. 뛰는 놈 위에 나는 놈 升職
20. 아! 여름방학 啊！暑假
21. 가난이여~제발 안녕 再見貧窮
22. 애기의 크리스마스 寶寶的聖誕節
23. 닥터자의 탄생 小梅子醫生的誕生
24. 자두의 꿈 小梅子的夢想
25. 아빠 힘내세요 爸爸加油
26. 애정이 필요해 需要關愛
27. 마법의 지니 精靈爺爺
28. 자두는 진짜 예언자? 小梅子是預言家？
29. 마니또 守護天使
30. 엄마는 가구왕 媽媽是木匠
31. 가을은 민지를 슬프게 해 秋天讓敏智悲伤
32. 크리스마스의 악몽 聖誕節的惡夢
33. 자두의 일기 小梅子的日記
34. 쓰레기 투기범을 찾아라 抓住丟垃圾的傢伙
35. 행운의 편지 幸運信
36. 반항하지 말란 말이야 不要叛逆
37. 튼튼한 어린이를 찾습니다 尋找強壯的孩子
38. 우리들만의 비밀 我們的秘密
39. 봉숭아 물들이긴 힘들어 用鳳仙花染指甲真不容易
40. 스튜어디스 민지 空中小姐敏智
41. 엄마 아빠의 결혼기념일 소동 結婚紀念日的騷動
42. 캠핑이 좋아 愉快的露營
43. 그게 아마 첫사랑 那可能是初戀
44. 오 마이 스윗홈 甜蜜的家
45. 독감예방주사 注射流感疫苗
46. 눈병주의보 警惕眼疾
47. 우유가 싫어요 我討厭牛奶
48. 편식을 고치는 방법에 대하여 改正挑食的練習
49. 친구의 집은 어디일까? 朋友的家在哪兒？
50. 대왕바나나의 비밀 大王香蕉的秘密
51. 아빠의 선물 爸爸的禮物
52. 세 번째 동생 第四個孩子
53. 안경이 뭐길래 我想要眼鏡
54. 건강에 좋대요 有益健康
55. 그래 이 맛이야 就是這個味道
56. 은희의 생일 恩熙的生日
57. 멋있어 지고 싶어 我要變得更帥
58. 고라니 수사대 小鹿救援隊
59. 엄마의 춤바람 愛上跳舞的媽媽
60. 미스 리틀 코리아 小小韓國小姐

### 第三季
1. 뷔페 전쟁 吃到飽的戰爭
2. 곤충 채집 採集昆蟲
3. 태풍과 금두꺼비 颱風和金蟾蜍
4. 즐거운 우리 집 快樂的家庭
5. 정의의 이름으로 以正義之名
6. 말썽왕국 搗蛋王國
7. 청개구리 소동 青蛙風波
8. 신발 없는 아이 沒有鞋子的小孩
9. 브레드 자두 bread小梅子
10. 오 마이 아이큐 我的智商
11. 좋아해 喜歡你
12. 마술일까 개그일까 是魔術還是搞笑
13. 놀이동산에서 생긴 일 在遊樂園發生的事情
14. 내 방이 필요해 我需要我的房間
15. 미켈란자두 米開朗小梅子
16. 슈퍼스타 超級巨星
17. 엄마 말씀을 들으면 자다가도 떡이 생긴다 聽媽媽的話 睡到一半也會有年糕吃
18. 나도 걸스카우트 我也是女童軍
19. 인기투표 人氣投票
20. 엄마는 쉐프 媽媽是廚師
21. 아름다운 시절 美好的時節
22. 아빠, 이제는 끊어 봐요 爸爸戒菸吧
23. 말괄량이 길들이기 野頭馴服記
24. 크리스마스는 친구와 함께 聖誕節要和朋友度過
25. 누룽지 이야기 小鍋巴的故事
26. 내 미래의 신랑감은 누구 我的未來新郎是誰呢

### 第四季
1.第一集 어쩌다 영웅(상) 不知何故的英雄(上）
2.第二集 어쩌다 영웅(중)  不知何故的英雄(中）
3.第三集 어쩌다 영웅(하) 不知何故英雄（下）
4.第四集 자두 괴담 / 오래된 새 친구 小梅子倩女幽魂/舊   時新友  
5.第五集 내 꿈은 개그맨 / 우사인 볼트처럼 我的夢想是喜劇演員 / 像烏塞恩博爾特
6.第六集 러브 스토리 / 별게 다 부러운 소녀 愛情故事 / 一個什麼都羨慕的女孩
7.第七集 워킹맘 난향 씨 / 사랑은 움직이는 거야 職場媽媽蘭香 / Love moves
8.第八集 우리의 소원은 통일 / 빵아지는 내 친구 我們的願望是統一/我最好的朋友
9.第九集 학원 보내주세요! / 아빠의 드림카  交換身分(翻譯可能是這樣)/ 爸爸的夢想的車
10.第十集 남자의 계절 / 실내화 소동 男裝季/室內鞋風波
11.第十一集 미미언니 자두 / 어른이 되고 싶어요 美美的姊姊小梅子 / 我想成為一個成年人
12.第十二集 혈액형 소동 / 공포의 기차여행 血型麻煩/恐怖列車之旅
13.第十三集 삼촌의 소개팅 / 웬만해선 그들을막을수없다 叔叔的相親/無法阻止他們
14.第十四集 다이어트가 필요해 / 아기 모임 我要節食/小孩會議
15.第十五集 자두 탐정단 / 돌아온 두두 小梅子偵探/嘟嘟回來了
16.第十六集 틀다 밴드 演奏樂隊

## 播出頻道

### 韓國播出時間
| 播出頻道 | 播出日期                       | 播出時間                         | 季數   |
| -------- | ------------------------------ | -------------------------------- | ------ |
| SBS      | 2011年7月18日 ~ 2011年12月13日 | 星期一，星期二下午4:00 ~下午4:30 | 第一季 |
| SBS      | 2012年5月23日 ~ 2012年8月8日   | 星期二，星期三下午4:00 ~下午4:30 | 第一季 |
| SBS      | 2012年9月19日 ~ 2013年4月24日  | 星期二，星期三下午4:00 ~下午4:30 | 第二季 |
| SBS      | 2015年11月9日 ~ 2016年2月1日   | 星期一下午4:30 ~下午5:00         | 第三季 |
| SBS      | 2017年11月26日～2018年2月18日  | 星期日上午7:10~7:40              | 第四季 |

### 日本播出時間
2012年9月3日～2013年2月12日
2014年6月23日～2014年12月2日

### 臺灣播出時間
| 播出頻道          | 播出日期                     | 播出時間                | 季數   | 備註                                               |
| ----------------- | ---------------------------- | ----------------------- | ------ | -------------------------------------------------- |
| 迪士尼頻道 (台灣) | 2013年2月18日～2013年3月22日 | 周一至周五晚上7:00~8:00 | 第一季 | 第一部在海外以本地語言和英語雙語播送的正統韓國動畫 |
| 迪士尼頻道 (台灣) | 2013年7月15日～2013年8月23日 | 周一至周五晚上7:00~8:00 | 第二季 | 第一部在海外以本地語言和英語雙語播送的正統韓國動畫 |

2016年8月6日～
| 東森幼幼台 星期六 15:00~16:00（首播） 星期日 00:00~01:00 14:30~15:00（重播） | 東森幼幼台 星期六 15:00~16:00（首播） 星期日 00:00~01:00 14:30~15:00（重播） | 東森幼幼台 星期六 15:00~16:00（首播） 星期日 00:00~01:00 14:30~15:00（重播） |
| ---------------------------------------------------------------------------- | ---------------------------------------------------------------------------- | ---------------------------------------------------------------------------- |

### 香港播出時間
- 《哈囉小梅子》，Disney Channel
- 《小梅子日記》，ViuTV

| 香港 ViuTV 星期日 16:30－17:00               | 香港 ViuTV 星期日 16:30－17:00                | 香港 ViuTV 星期日 16:30－17:00 |
| -------------------------------------------- | --------------------------------------------- | ------------------------------ |
|                                              | 小梅子日記 4 （2020年12月13日－2021年3月7日） |                                |
| Pinkfong 奇幻之星 （2020年9月13日－12月6日） | 衝鋒力奇 （2021年3月14日－？）                |                                |

## 主題曲
- 第1～2季 片頭曲: <酸甜梅子> （새콤달콤 자두）
- 作詞：석종서
- 作曲：김정아, 황규동
- 原唱者：박나연
- 吉他：정용민
- 錄音室：天鵝絨工作室 （벨벳 스튜디오）
- 發行：索尼克韓國
- 第3季 特別片頭曲: <梅花之歌>（자두송）
- 作詞：석종서
- 作曲：김정아
- 原唱者：최자두
- 第1～3季 片尾曲: <撲通撲通> （두근두근）
- 作詞：석종서
- 作曲：김정아, 황규동
- 原唱者：김기원, 박나연
- 吉他：정용민
- 錄音室：天鵝絨工作室 （벨벳 스튜디오）
- 發行：索尼克韓國

## 動畫工作人員
- 製作人、企劃、劇本原案：장진원，배숙현, 석종서, 이종혁, 성인영
- 原作：이빈
- 導演：석종서
- 副導演：김주수
- 場景：조은경，오상민, 조민주, 전지현, 박지연, 윤민항, 김민석
- 動畫導演：손석우
- 背景監督：정미경
- 背景：김기표, 정미경，양지희, 이희경, 최연우, 김영인, 황병희, 성대용, 김미희, 김성우
- 色彩設計：박소영
- 配件設計：강현진
- 編輯：조남경，황윤배, 남승환, 김금구, 김효미, 김형태, 양지은, 이남희
- 錄音師：석종서
- 錄音/混音：김세광
- 音樂：김정아
- 音效：최지걸
- 錄音棚：CICMEDIA
- 出版社：鶴山文化歷史出版社
- 聯合規劃：韓國無線電促進局（KORPA），Tooniverse
- 掃描：예셀 애니메이션，신지수, 홍정희, 신지아
- 製作總監：고세윤，백종석
- 著色：김선아，안동희
- 營銷：고석준，조소연
- 規劃：신동식
- 語音導演：석종서，김이경
- 音樂總監：김정아，황규동
- 標題：이하경
- 錄音室：天鵝絨工作室
- 作曲：김정아, 황규동
- 作詞：석종서
- 贊助：韓國產業園區公團（KICOX）
- 混合導演：박지혜
- 角色設計：김요한, 황윤배, 김보경, 박소영
- 常規編輯：이근형, 오승훈
- 生產：CJ E&M, 아툰즈, KTH, CICMEDIA
- 動態畫面：김정연
- 故事設計：석종서, 이종혁, 성인영
- 產品總監：손석우
- 品牌設計：장우신, 김백준, 신경숙, 홍지예, 최성원, 배성경, 김유나, 김주은, 김지나
- 編輯監督：고재식, 김지선
- 發行：索尼克韓國

## 電影與特別篇

### 電影

#### 哈囉小梅子:奇幻樂園
《哈囉小梅子:奇幻樂園》在2016年5月4日於韓國上映。由CJ Entertainment發行。片長75分鐘。目前在台灣的影音平台有上架。

##### 故事大綱
小梅子一家人難得的前往遊樂園度假，在樂園中果不其然又發生姐弟爭搶遊樂設施座位的爭執，小梅子因此被媽媽修理，之後憤憤不平地獨自去上廁所，卻誤闖入有著魔法的圖書館，而被先後吸進兩本童話故事書中。
不但自己成了主角，家人朋友們也分別化身劇中的各個關鍵角色。兩個童話故事分別是「灰姑娘仙杜瑞拉的玻璃鞋」以及「糖果屋」，卻因為小梅子與眾不同的人格特質，而賦予了故事新意，可說是現代女孩版的童話故事。
童話故事被小梅子惡搞之後，產生了顛覆性的發展，讓人意想不到又傻眼的劇情，同樣令熟悉童話原著的大人小孩爆笑不已。甚至因此讓人省思故事原著中對女性角色不合理的安排，小梅子大剌剌又主導性強的個性，剛好將女性傳統角色中不合時宜的部分修正回來，甚至劇中的其他角色也對此作出反省，讓人看得大快人心！
這部電影讓喜歡小梅子的觀眾，在一個多小時的時間中，酣暢淋灕地感受小梅子的魅力。同時其他角色們也有不同於原本角色設定的意外演出，讓人驚呼連連。甚至電影中還暗示了小梅子的未來感情發展對象，讓粉絲們羨慕又嫉妒。
電影最後也預留了伏筆，讓故事有機會繼續發展下去。驚鴻一瞥的機器兔子大叔，可能會帶給小梅子更多經典童話的體驗。

##### 製作人員
- 導演：Son Seok u
- 編劇：Jo Mikju
- 製作：Seok Jomseo

##### 媒體報導
根據2016年5月12日的媒體報導，採訪了小梅子的作者宜宾女士，她表示小梅子其實是她本人童年生活的真實紀錄。她一開始畫小梅子的時候才二十多歲，直到現在歷經了結婚、生子，對小梅子故事的創作也產生相當大的影響。
一開始她的角色認同是從小梅子的角度出發，到成為媽媽之後，更多是從小梅子媽媽的視角去發展故事劇情。與兒子相處的日常生活也成為啟發他創作靈感的來源。同時透過持續創作這一系列故事，她感到已去世的父母似乎還仍在她的身邊，能夠從故事中拼湊出自己媽媽的模樣。例如小梅子常常要求媽媽買某樣東西給她而遭到拒絕，源自真實生活中，媽媽總是對她說：「要買那樣東西的話，你不如先把我賣了！」真實又生動地表現出那個時代媽媽們的樣貌。因此，只要讀者想看，她還會繼續努力地創作這一系列的故事，也會積極發想關於下一部電影的故事主題。

#### 哈囉小梅子:濟州島的秘密
《哈囉小梅子:濟州島的秘密》在2022年1月27日於韓國上映。由CJ Entertainment發行。片長89分鐘。目前在台灣的影音平台有上架。

##### 故事大綱
小梅子跟朋友一起去濟州島家族旅行，在那認識住在濟州島的媽媽朋友的女兒全福。全福對允錫一見鍾情，為了與允錫獨處，想盡辦法讓允錫脫隊行動。結果因為全福的阻擾惹怒了小梅子，讓小梅子跑去全福的秘密基地找他們。在那裡小梅子不小心打破了濟州島石爺，解除了封印讓傳說中的寶利醒來，使得允錫跟很多人被變成石像。

##### 製作人員
- 導演：Son Seok u
- 編劇：Jo Mikju
- 製作：Seok Jomseo

### 特別篇

#### 哈囉小梅子:西遊記
《哈囉小梅子:西遊記》在2017年9月26日於韓國播出。

#### 哈囉小梅子:水底情緣
《哈囉小梅子:水底情緣》在2019年1月25日於韓國播出。片長75分鐘

#### 哈囉小梅子:童話故事
《哈囉小梅子:童話故事》在2016年11月22日於韓國播出。片長75分鐘

## 代言活動

### 2017韓國總統大選
韓國首爾選舉委員會看好小梅子家喻戶曉的知名度，邀請這個二十年來深植人心的角色，來為因朴槿惠遭彈劾下台而提前舉行的總統選舉宣傳，並藉機對兒童這群未來的選民進行公民教育。故事裡小梅子與李恩熙曾因為競選學生會長而賄賂同學，被老師發現而使得選舉無效，這段情節被首爾選舉委員會相中，因此找來小梅子擔任公民大使，剪輯動畫中出現過的選舉相關情節，以傳達大選相關訊息。活動包括播放小梅子一家擔任主角的動畫片，鼓勵大家為了韓國的未來踴躍投票，以及投票應攜帶通知單，同時還特別佈置了一間以小梅子動畫角色為主題的投票所，讓民眾體驗投票流程，並從小建立民主觀念。這項合作也標誌著小梅子是韓國大人小孩都普遍喜愛的動畫角色。

### 2018韓國平昌冬季奧林匹克運動會
韓國政府邀請高人氣的小梅子與朋友們宣傳平昌冬季奧運會。小梅子特別肩負著與美國駐韓大使館共同推動的 "Girls Play 2!"活動，強調女性參與體育運動的價值。連結平昌冬奧主題，傳遞“Go girls！Go Jadoo！”的支持信息，提升女性對冬奧的關注度與對運動的興趣。

## 外部連結
- 小梅子日記的Facebook專頁
- 小梅子日記的Instagram帳戶
- YouTube上的小梅子日記頻道
- Atoonz 官方網站 （页面存档备份，存于）
- 小梅子日記官方NaverTV頻道 （页面存档备份，存于）
- 小梅子日記SBS官方網站 （页面存档备份，存于）
- Jadoopedia （页面存档备份，存于）
- Jadoovvvic （页面存档备份，存于）